# ۴۹۸ (قمری)
۴۹۸ (قمری)، چهارصد و نود و هشتمین سال در گاهشماری هجری قمری است. اول محرم این سال برابر با سی‌ام سپتامبر سال ۱۱۰۴ میلادی است.